# Sociaux-démocrates (Kirghizistan)
Les Sociaux-démocrates (en kirghize : Социал-демократтар) est un parti politique social-démocrate du Kirghizistan. Il est fondé par les partisans de l'ancien président Almazbek Atambaev en faisant scission du Parti social-démocrate du Kirghizistan (SDPK).
Le parti participe aux élections législatives annulées de 2021.
Lors des élections législatives de 2020, le parti place comme tête de liste le fils de l'ancien président Almazbek Atambaev, Kadyrbek Atambayev.

## Résultats électoraux

### Élections législatives
| Année         | Voix   | %    | Élus    | Rang |
| ------------- | ------ | ---- | ------- | ---- |
| 2020 (annulé) | 42 460 | 2,17 | 0 / 120 | 12e  |
| 2021          | 41 205 | 3,18 | 1 / 90  | 7e   |